# Episodi di This Is Us (quinta stagione)
La quinta stagione della serie televisiva This Is Us, composta da 16 episodi, è stata trasmessa negli Stati Uniti in prima visione assoluta dal canale NBC dal 27 ottobre 2020 al 25 maggio 2021.
In Italia, la stagione è andata in onda in prima visione assoluta sul canale a pagamento Fox della piattaforma satellitare Sky dal 24 novembre 2020 al 30 giugno 2021.
| n° | Titolo originale         | Titolo italiano         | Prima TV USA     | Prima TV Italia  |
| -- | ------------------------ | ----------------------- | ---------------- | ---------------- |
| 1  | Forty                    | 40: parte uno           | 27 ottobre 2020  | 24 novembre 2020 |
| 2  | Forty                    | 40: parte due           | 27 ottobre 2020  | 1º dicembre 2020 |
| 3  | Changes                  | Cambiamenti             | 10 novembre 2020 | 8 dicembre 2020  |
| 4  | Honestly                 | La grandezza dei sogni  | 17 novembre 2020 | 15 dicembre 2020 |
| 5  | A Long Road Home         | La lunga strada di casa | 5 gennaio 2021   | 14 aprile 2021   |
| 6  | Birth Mother             | Madre biologica         | 12 gennaio 2021  | 21 aprile 2021   |
| 7  | There                    | La presenza             | 9 febbraio 2021  | 28 aprile 2021   |
| 8  | In the Room              | Nella stanza            | 16 febbraio 2021 | 5 maggio 2021    |
| 9  | The Ride                 | Il viaggio              | 23 febbraio 2021 | 12 maggio 2021   |
| 10 | I've Got This            | Ci penso io             | 16 marzo 2021    | 19 maggio 2021   |
| 11 | One Small Step...        | Un piccolo passo...     | 23 marzo 2021    | 26 maggio 2021   |
| 12 | Both Things Can Be True  | Due verità              | 6 aprile 2021    | 2 giugno 2021    |
| 13 | Brotherly Love           | Amore fraterno          | 13 aprile 2021   | 9 giugno 2021    |
| 14 | The Music and the Mirror | La musica e lo specchio | 11 maggio 2021   | 16 giugno 2021   |
| 15 | Jerry 2.0                | Jerry 2.0               | 18 maggio 2021   | 23 giugno 2021   |
| 16 | The Adirondacks          | Le Adirondack           | 25 maggio 2021   | 30 giugno 2021   |

## 40: parte uno
I Pearson affrontano le difficoltà durante lo scoppio della Pandemia di COVID-19 negli Stati Uniti d'America. Randall in quanto uomo in politica deve provvedere, non senza complicazioni, ai suoi cittadini mentre Kevin inizia una relazione con Madison, la madre dei suoi figli. L'uomo decide di dare la notizia a Kate e Toby, e anche Randall lo viene a sapere ma i rapporti col fratello sono ancora tesi. Proprio quel giorno avviene la morte di George Floyd, che sconvolge il mondo intero, e Randall ripensa a tutti gli episodi della sua infanzia in cui non ha potuto comunicare con la famiglia riguardo alle discriminazioni delle persone di colore, diventando più cupo coi parenti. Il giorno dei 40 anni dei Tre più grandi Kevin e Kate raggiungono Rebecca e Miguel alla baita, dato che il trial della donna è stato posticipato per via del COVID, mentre Randall rimane a Philadelphia e si rattrista in quanto non sa nulla del suo reale giorno di nascita. Mentre sono lì Madison cade e deve andare in ospedale per un controllo, dove Kevin la aiuta e le dice di volerla sposare. Alla baita. Rebecca va a comprare una torta ma si perde come visto nella stagione precedente, dunque Kate chiama Randall che si precipita da loro.
Il giorno della nascita dei gemelli, William fa partorire la sua compagna Laurel in casa in quanto è una ex-tossica e i due hanno paura che in ospedale il bambino verrebbe portato via da loro per questo. Per alleviare il dolore della donna lui le dà una dose ma Laurel muore di overdose, e vedendo la compagna senza vita William decide di lasciare Randall alla caserma dei pompieri, ma poi ricorda una promessa fatta a Laurel e va all'ospedale, passando vicino a Jack che si trova lì per il parto di Rebecca.

## 40: parte due
William va alla cappella dell'ospedale, e prega affinché suo figlio venga dato a una buona famiglia in quanto lui non è in grado di crescerlo da solo senza Laurel. Quando esce dalla porta entra Jack, che ricorda il padre violento andare sempre in chiesa con la famiglia. Prega per Rebecca e che riesca a superare il parto, per poi chiamare suo padre che gli dice che pregava perché i suoi figli diventassero migliori di lui, cosa che Jack è determinato a fare.
Gli agenti che hanno recuperato Rebecca chiamano alla baita e la riportano a casa, con grande preoccupazione della famiglia. Arriva anche Randall, che appare tranquillo con i fratelli e Rebecca, e la donna gli dice che ha avuto delle visioni di suo padre William. Grazie a Randall la famiglia capisce che l'attacco è stato provocato dall'analgesico che Rebecca prende abitualmente, dopodiché lui deve tornare a Philadelphia da Beth e le bambine per il suo compleanno. Kate dice al fratello che vorrebbe essere loro vicino sul fronte delle proteste, ma Randall le fa notare che durante tutta la loro vita ci sono stati molti abusi riguardo agli afroamericani, anche avvenuti davanti alle telecamere, ma che nella loro casa non se ne parlasse mai e lui non lo facesse mai notare in quanto non voleva far sentire in colpa gli altri membri della famiglia. Randall fa capire a Kate che per loro questi eventi hanno un peso ben diverso, dunque ha bisogno di stare vicino a Beth e le ragazze. Prima di andarsene, viene fermato da Kevin che gli dice che avrà un maschio e una femmina, e chiede al fratello consigli sul come crescere una bambina prima di lasciarlo tornare a casa. Kate riceve da Toby la notizia che hanno ricevuto un riscontro dall'agenzia per le adozioni; in viaggio verso casa Randall chiama la sua psicologa e le dice che vorrebbe cambiarla con una di colore, in quanto non riesce a parlare con lei di determinati argomenti.
A fine puntata viene mostrata la scena della morte di Laurel, la madre biologica di Randall, ma dopo che William è scappato dalla stanza la donna riprende improvvisamente a respirare.

## Cambiamenti
Durante l'inizio dell'adolescenza dei Tre più grandi, Kate crede di piacere ad un ragazzo che fa un progetto scolastico con lei, mentre una sua amica si invaghisce di Randall. Kevin inizia a giocare a football, e Jack decide di iniziare a far sollevare pesi al figlio.
Randall sceglie un nuovo terapista di colore ed è impaziente di esprimere le sue emozioni sull'argomento, ma lo psicologo gli dà un compito: scegliere una storia sulla sua infanzia da scrivere su un quaderno. Il preside di Tess chiama a casa dei genitori, dato che la ragazza ha postato un video in cui accusa la scuola, in quanto alcuni dei professori hanno sminuito la sua identità di genere e quella di altri suoi compagni di scuola. Randall e Beth sono in parte fieri della voglia di Tess di battersi per ciò in cui crede, ma la mettono in punizione per il metodo che ha scelto di adottare. Randall sceglie di raccontare sul quaderno di quando l'amica di Kate gli disse di essere curiosa di baciare un ragazzo di colore come lui, cosa che lo mise profondamente a disagio e di cui non aveva mai parlato a nessuno. Kevin e Madison hanno difficoltà di coppia, e lei spiega al compagno come i due non si conoscano affatto e che tutta la loro relazione le sembra surreale. I due si aprono, lei riguardo al suo difficile rapporto con l'alimentazione e la bulimia, specificando che vedere Kevin così orgoglioso del suo fisico la mette a disagio. Lui le risponde che tutto è dato dal fatto che con la palestra si sente più legato a suo padre, oltre al fatto che essere di bell'aspetto lo aiuta nella sua carriera nonostante abbia ormai 40 anni. Kate e Toby incontrano Elly, la madre incinta della bambina che vogliono adottare. La coppia vuole fare una bella impressione su di lei, e la donna sembra soddisfatta, ma a casa Toby si dimostra piuttosto preoccupato del fatto che Elly potrebbe volersi tenere la bambina, anche se la coppia rimane comunque fiduciosa.
A fine episodio una bambina vietnamita cucina con suo nonno, il quale le racconta di come sia stato proprio in quel modo che ha conosciuto una donna per lui molto importante. Nei quadri della casa viene mostrato che la donna in questione è Laurel, la madre biologica di Randall.

## La grandezza dei sogni
Jack e Rebecca sono esausti perché da neonato Kevin piange fino a tardi, ma Jack convince Rebecca a non passare tutte le notti a calmarlo.
Da adolescente, Kevin inizia ad allenarsi seriamente a football ma il coach gli dice che deve memorizzare gli schemi di gioco, e lui vuole mollare. Jack è determinato a farlo continuare mentre Rebecca è d'accordo col figlio, così il marito la accusa di essere troppo indulgente e di aver reso Kevin un debole. Lui li ascolta, così chiede aiuto a Randall in modo da imparare gli schemi di gioco.
Kevin inizia le riprese del suo nuovo film e conosce il regista che però sembra non considerarlo durante le prove delle scene, cosa che lo fa sentire messo da parte. Una volta fuori Kevin gli parla, e il regista gli dice che le sue capacità sono mediocri ma anche che impegnandosi di più può diventare un grande attore, motivandolo. Mentre è in macchina chiama Kate, la quale le dice che vorrebbe parlare di più con Randall dopo il loro litigio, e a casa Kevin usa ancora il metodo di studio insegnatogli dal fratello per imparare le scene. Kate deve andare con Elly ad una visita con l'ostetrica, e mentre sono lì a Kate scappa il nome che intende dare alla bambina, cosa che coglie di sorpresa Elly. Prima che vadano via la donna dice a Kate che quel nome le porta alla mente brutti ricordi, e Kate ha paura che la donna stia avendo dei ripensamenti sull'adozione, ma Elly la tranquillizza: qualche mese prima aveva addirittura pensato all'aborto, ma adesso è sicura più che mai a voler affidare sua figlia alla coppia. A casa Kate appare molto triste, così rivela a Toby un segreto che non ha mai detto a nessuno, nemmeno alla sua famiglia: quando la sua relazione con Mark finì, la ragazza scoprì di essere rimasta incinta. Randall deve trascorrere la giornata con Malik a lavoro, e dà al ragazzo il compito di dirigere la diretta streaming con cui tiene aggiornati i suoi cittadini. Durante la trasmissione Randall parla di suo padre William, ma Malik tiene troppo acceso il video, riprendendo Randall in un momento imbarazzante. Rimproverato dall'uomo, Malik spiega che è molto impegnato per garantire tutto ciò che serve a sua figlia, chiedendo a Randall di poter fare iil tirocinio in comune in modo da entrare in una buona università per realizzare i suoi sogni. Il video di Randall diventa virale e viene visto anche dall'uomo vietnamita che conosceva Laurel, il quale sembra riconoscere il nome di William Hill.

## La lunga strada di casa
Kate, rimasta a casa nel week-end mentre la famiglia è a New York, va da sola in una clinica per abortire. Nella Grande Mela Kevin dice a Randall e Rebecca che ha trovato lavoro a Los Angeles mentre Sophie deve restare lì per la scuola, e quella sera Randall chiama il fratello dicendogli di non partire per restare vicino alla moglie, ma Kevin gli dice che non c'è da preoccuparsi.
Kate parla per la prima volta dell'aborto a Toby e lui non la giudica ma è deluso dal fatto che lei non gliene abbia parlato nemmeno durante tutto il periodo della gravidanza di Jack. Lei gli dice che vuole ritrovare Mark, il suo ragazzo dell'epoca, per affrontarlo e nel farlo ricorda di quando, appresa la notizia della gravidanza, andò a trovarlo a casa sua ma dopo uno dei classici attacchi d'ira ingiustificati del ragazzo decise di andarsene senza dirgli nulla. Kate e Toby rintracciano Mark, e quando lei gli chiede cosa pensasse della loro relazione lui si dimostra superficiale, dunque Kate gli rinfaccia quanto lui le abbia rovinato molti anni della sua vita e come solo ora sia riuscita a trovare qualcuno che la ami davvero come Toby. Mentre tornano a casa Kate dice al marito che non gli ha mai parlato dell'aborto perché il suo dolore non ha a che fare con la sua fiducia verso di lui, e che era sicura che Toby l'avrebbe appoggiata come ha sempre fatto.
Randall viene contattato da Hi-Lang, l'uomo vietnamita che dice di essere stato amico di sua madre e che Laurel in realtà è morta nel 2015. Randall è sconvolto perché questo vorrebbe dire che suo padre William gli ha mentito, ma sia Beth che il suo terapista gli suggeriscono di andare fino in fondo alla storia. Kevin deve andarsene di casa per un mese per girare il suo film, ma non vorrebbe perché dovrebbe lasciare Madison da sola a casa a due mesi dal parto, ma la ragazza lo incoraggia. Quando però Kevin è entusiasta perché crede che la famiglia viaggerà con lui per il mondo quando dovrà girare altri film, Maddie si dimostra molto turbata perché al contrario desidera sviluppare la loro famiglia rimanendo a Los Angeles. Il giorno della partenza i due si prendono una pausa, e Kevin decide di chiamare suo fratello Randall per la prima volta dalla loro litigata per chiedergli aiuto. Randall è commosso e i due fanno pace, così decide di chiamare a sua volta Hi e scopre dall'uomo che Laurel è davvero morta poco tempo prima, ma anche che WIliam non gli ha mentito.

## Madre biologica
Randall e Beth vanno a casa di Hi-Lang, che abita a New Orleans in una fattoria in riva al lago, e appena arrivati l'uomo dice loro che il terreno è di loro proprietà e che Hi amava profondamente la madre di Randall. Poi, inizia a raccontare la sua storia.
Laurel era figlia dei Dubuois, una ricca famiglia di New Orleans, ed è cresciuta con dei genitori tanto facoltosi quanto severi con lei il fratello. Proprio lui è l'unico della famiglia con cui la ragazza aveva un bel rapporto, oltre che con la zia che abitava nella casa sul lago. Dopo la morte in guerra del fratello, Laurel impara dalla zia a sfogare il suo dolore facendo lunghe nuotate ed urlando, e proprio grazie a queste nuotate la ragazza conosce Hi, un rifugiato vietnamita che faceva il pescatore. I due si conoscono e si innamorano, ma la loro relazione deve rimanere segreta in quanto il padre di Laurel ha combinato per lei un matrimonio con il figlio di un suo collega. La ragazza decide di fuggire e chiede a Hi di andarsene con lei, ma lui non può stare lontano da New Orleans dove vive la sua famiglia che necessita del suo lavoro. Laurel parte allora per Pittsburgh, dove inizia a drogarsi e conosce William da cui avrà un bambino. La notte del parto, si fa dare dal compagno una dose per alleviare il dolore ma la mattina viene giudicata morta per qualche minuto, e William fugge portando il bambino alla caserma dei pompieri. La ragazza si sveglia e viene curata, per poi essere arrestata per possesso di droga e condannata a 5 anni che trascorrerà in California, per via del sovraffollamento delle prigioni di Pittsburgh. Una volta rilasciata torna a New Orleans dalla zia senza dare alcuna notizia ai suoi genitori, e rivedrà dopo molti anni Hi-Lang ma i due non si parleranno perché l'uomo ha intanto messo su famiglia. Dopo la morte della moglie, Hi va a trovare per la prima volta dopo vari decenni Laurel, e scopre che le rimane poco tempo per via di un tumore al seno in stadio avanzato. Hi inizierà a cucinare per Laurel, la quale riuscirà a sopravvivere altri due anni e racconterà tutta la sua storia all'uomo, di come avrebbe voluto ritrovare il figlio perduto e come non abbia mai smesso di amarlo. Terminato il racconto e sollevato di aver compiuto l'ultimo desiderio dell'amata Laurel, Hi se ne va consegnando le chiavi della fattoria a Randall, il quale è profondamente provato dalla vicenda. Quella notte Randall va a nuotare nel lago come faceva la madre, e ha una visione di lei che gli dice di averlo sempre amato, per poi urlare e liberare finalmente il dolore che portava dentro da una vita intera. La sera successiva Randall decide insieme a Beth di chiamare Kevin e riappacificarsi con la famiglia, ma il fratello parla in tono disperato dato che Madison è entrata in travaglio prima del previsto mentre lui si trovava a Vancouver per le riprese del suo film.

## La presenza
Kevin va ad un ritiro di football con suo padre, ed ha paura che se deluderà le aspettative la sua vita non avrà significato, dato che ha sentito Jack definirlo un debole qualche sera prima. L'uomo lo porta a cena e gli racconta il difficile rapporto che aveva con suo padre, che come ha paura di aver ereditato da lui certi comportamenti, e difende Kevin quando scopre che il coach lo offende durante gli allenamenti.
Sei settimane prima del parto Maddie entra in travaglio, così Kevin abbandona il set e si infuria quando il regista gli chiede di restare. Viene chiamato da Kate, che deve andare con Elly in ospedale dato che anche il suo parto è imminente. Mentre è in auto si fa aiutare dalla madre a prendere un volo per Los Angeles, ma lungo la strada vede un grave incidente e si ferma a a soccorrere la vittima dello sbandamento per portarlo in ospedale. Mentre lo porta alla sua auto perde i documenti, e dopo averlo aiutato corre all'aeroporto. Riuscirebbe ad arrivare in tempo, ma per via del portafoglio che è rimasto sul luogo dell'incidente non può imbarcarsi, così Kevin supplica l'addetta al gate di farlo salire, dato che vuole essere simile a Jack che è stato sempre presente nella sua vita e che è diventato un modello per il padre che desidera diventare. In ospedale, Madison è disperata perché deve affrontare il parto da sola, ma viene chiamata da Randall e Beth che stanno al telefono con lei per tenerle compagnia.

## Nella stanza
Kate va in ospedale per il parto di Elly, mentre Toby deve rimanere fuori dal parcheggio per via dei protocolli per il contagio del COVID-19. La stessa sera, Madison rimane in telefonata con Randall mentre si prepara a dare alla luce i figli da sola quando Kevin entra nella stanza per stare vicino alla ragazza essendo arrivato in tempo. I gemelli nascono senza complicazioni, e vengono chiamati Nicolas, come lo zio di Kevin e fratello di Jack, e Francis come la nonna di Madison. Kevin chiama il fratello e i due si chiariscono dopo il loro brutto litigio. Nasce la bambina di Elly e lei, contrariamente a quanto aveva detto fino a quel momento, chiede di tenerla in braccio e di rimanere sola nella stanza. Kate ha paura che la donna voglia tenersi la figlia, ma lei è convinta a lasciarla a una coppia piena d'amore come Kate e Toby, i quali la chiamano Hailey Rose. Rebecca intanto è alla baita con Miguel, e ammette che per via della pandemia si sente di stare deludendo Jack non essendo in compagnia dei suoi figli, mentre riceve le loro videochiamate quando le mostrano i nuovi nipotini che vengono soprannominati i Nuovi Grandi Tre.
- Curiosità: La puntata è dedicata ad Ahmed Nazir, uno dei padri della moderna videochiamata, mezzo di comunicazione diventato fondamentale durate la pandemia.

## Il viaggio
Dopo la nascita dei gemelli, Rebecca ha paura di non essere una brava madre perché sarà sempre troppo triste per la perdita di Kyle, mentre Jack per la tensione inizia a bere in una stazione di servizio. I due una volta a casa riescono a tranquillizzarsi l'un l'altra, pronti ad affrontare la loro nuova vita da genitori.
Kevin riporta a casa Madison, Nicky e Franny ma diventa irascibile quando un paparazzo li segue. Madison sembra affrontare molto bene la situazione da neomamma, e Kevin sogna suo padre Jack che gli fa capire che non deve vivere la sua vita cercando di essere un buon padre come lo è stato lui, ma che lo sarà in quanto sarà sé stesso. Quando si sveglia, chiede ufficialmente a Madison di sposarlo. Kate e Toby riaccompagnano Elly a casa, ma la donna dice loro che non vuole avere un rapporto con Hailey al contrario di quanto pensava Kate. A casa la donna dice a Toby che non vuole far Hailey la lontana dai suoi genitori biologici come è successo a suo fratello Randall, mentre  Toby le rivela di essere stato licenziato.
Nel passato Randall torna a casa con Beth dopo la nascita di Annie, e spiega come le sue figlie siano tutto il suo albero genealogico in quanto è stato adottato e non ha ancora ritrovato William e Laurel. Nel futuro le tre figlie di Randall ormai adulte, tra cui una Deja incinta, aggiungono la casa di Kevin per visitare Rebecca col resto della famiglia. La casa viene raggiunta da un'altra persona.

## Ci penso io
Toby ha difficoltà con la ricerca di un nuovo lavoro quando lui e Kate vengono invitati a casa di Kevin per una cena. A tavola la situazione sulla sua disoccupazione viene fuori e Kevin dice che se mai avessero bisogno di aiuto economico potranno contare su di lui, sminuendo involontariamente il marito di sua sorella. A casa Kate dice a Toby che ha intenzione di accettare un posto come insegnante di musica, anche se l'uomo si sente in difetto perché non è in grado di provvedere alla sua famiglia. Kevin riceve a sorpresa la visita di suo zio Nicky. A casa di Randall è arrivata la madre di Beth a dare una mano mentre i due erano a New Orleans, ma la donna rimane più del previsto. Gli animi in casa si scaldano a causa del carattere giudizioso della suocera, mentre Malik chiede aiuto a Randall in quanto la madre della sua bambina, Jennifer, vuole riavvicinarsi alla figlia dopo essersene inizialmente distaccata provocando dubbi in Deja. Quella sera Beth parla con sua madre, la quale le rivela che ama casa della figlia dato che la sua vita è diventata monotona mentre con le nipoti ha sempre qualcosa da fare. Beth decide che sua madre resterà con loro a tempo indeterminato.

## Un piccolo passo...
Nella sera del 1962 Nicky e Jack assistono con i loro genitori all'allunaggio, durante il quale Nicky rivela la sua passione per lo spazio. Nei giorni successivi si innamora di Sally, una ragazza con tendenze hippy che lavora con lui al centro veterinario. Lei gli propone di fuggire insieme in California, e il ragazzo accetta ma quella sera ha un ripensamento quando vede suo padre e sua madre tornare felici insieme, e non si presenta all'appuntamento. Una volta tornato dal Vietnam, va ad un incontro con la sua ex-squadra in un bar dove dovrebbe trovarsi anche Jack, che sta per chiedere a Rebecca di sposarlo, ma non ha il coraggio di andare da lui e parlargli.
Nel presente Nicky chiede aiuto a Cassie per andare da solo in California da Kevin e i suoi nipotini e per preparare un regalo fatto con le sue mani, ma all'aeroporto per via di un controllo il regalo viene distrutto, provocando gravi ansie nell'uomo. Una volta a Los Angeles conosce Madison e i bambini, e capisce che suo fratello Jack sarebbe fiero di lui se vedesse quanto si sta impegnando per la sua nuova famiglia.

## Due verità
Jack chiede aiuto a Miguel per la proposta di matrimonio a Rebecca, ma i due vengono interrotti dal padre della ragazza a cui Jack nei giorni prima aveva chiesto la benedizione. L'uomo non fa segreto del fatto che sopporta a malincuore la cosa, ma sembra ricredersi quando Miguel difende l'amico dicendo quanto sia innamorato di Rebecca. Jack chiede allora a Miguel di essere il suo testimone.
Kevin e Madison annunciano le loro nozze e finiscono sulle riviste, e vengono aiutati nell'organizzazione da Miguel che litiga con Nicky, il quale pensa che l'uomo abbia "rubato" Rebecca dopo la morte di Jack, ma i due riescono a chiarirsi. Kate viene assunta alla scuola di musica per bambini ipovedenti ma non è benvista dal suo collega, il quale è severo con lei e col fatto che la donna non riesce a stare lontano dalla famiglia. Randall inizia a partecipare ad un gruppo di supporto per persone adottate e rivive nei loro racconti tutte le emozioni che ha provato durante la sua vita, rimanendo molto scosso. Tess porta a casa Alex, una ragazza non binaria con cui fa coppia, ma litiga con la madre quando si sente giudicata da lei. Beth capisce da sua madre che non deve rimanere attaccata ai sogni che aveva per la vita di sua figlia, e le due riescono a chiarirsi anche se Tess ha paura che lo sforzo che Beth deve fare per adattarsi alla sua identità le porterà a litigare in futuro. A fine giornata Kevin chiama Randall e gli chiede di voler essere il suo testimone e lui accetta, e i due fratelli decidono di vedersi a Philadelphia per fare pace una volta per tutte.

## Amore fraterno
Kevin arriva a Philadelphia per parlare con Randall, ma il suo discorso è palesemente preparato e tiene conto solo di episodi palesi e generici riguardo al loro difficile rapporto durante la loro vita. Questo porta i fratelli a litigare e rimanere chiusi fuori casa, e mentre cercano di rientrare Randall dice al fratello che per tutti gli anni in cui sono cresciuti insieme Kevin si è comportato in maniera inconsapevolmente razzista più e più volte, facendolo soffrire molto. Kevin non è d'accordo e ripensa quando, da adolescente mentre viveva a Los Angeles, invitò Randall a passare un weekend insieme ma lui sminuì l'arte di Kevin, proprio nel periodo in cui non riusciva a vincere nessun provino e si sentiva destinato al fallimento. A fine giornata i due finalmente si aprono davvero: Randall rivela che per tutta la vita ha immaginato di vivere in una famiglia diversa dalla sua e composta da persone di colore, ma che farlo lo faceva sentire continuamente in colpa per l'amore che riceveva dalla sua famiglia adottiva, mentre Kevin spiega che le continue attenzioni ricevute da Randall e il suo successo lo hanno fatto sempre sentire inferiore. I due si riconciliano definitivamente, e quella notte Randall per la prima volta sogna la sua vera famiglia composta da lui, William e Laurel.

## La musica e lo specchio
Beth è costretta a vedere la sua scuola di danza chiudere lentamente a causa del COVID, e decide di ributtarsi subito nel mondo del lavoro. La sera si prepara a restituire definitivamente lo spazio dove aveva aperto la scuola, e si fa prendere dalla tristezza ma arriva Randall a sostenerla, come ha sempre fatto quando Beth si rattristava a pensare alla sua carriera da ballerina. Madison si fa aiutare da Rebecca e Kate a scegliere l'abito per il matrimonio, mentre Toby rimane a casa a riparare una perdita senza chiamare l'idraulico in quanto la sua famiglia sta avendo dei problemi economici. Il padre di Madison, con cui a ragazza ha un pessimo rapporto, all'ultimo le dice che non potrà venire al matrimonio e la ragazza si dispera ma viene consolata da Rebecca e Kate, che la fanno sentire parte della famiglia. Kate porta Rebecca a vedere il suo nuovo lavoro alla scuola di musica, ringraziandola per aver sempre creduto in lei. Kevin deve andare agli studios per vedere il nuovo film indipendente che ha girato prima che questo venga distribuito, ma sia lui che i suoi agenti lo trovano terribile e lui ha difficoltà a trovare un nuovo incarico in quanto negli ultimi suoi lavori ha quasi sempre abbandonato il set, dando una cattiva reputazione agli altri registi. Girando per gli studios ha una chiamata con Zoe, la sua ex, e i due parlano delle rispettive relazioni e lui appare abbastanza turbato da ciò che gli dice la ragazza.

## Jerry 2.0
Rebecca porta i figli alla baita con le rispettive ragazze al seguito, con Beth e Randall che si preparano ad affrontare una breve relazione a distanza perché lei dovrà andare a Boston per un tirocinio. Kevin sminuisce la difficoltà delle relazioni a distanza, quando anche Sophie ha paura che se lui dovrà rimanere a Los Angeles e lei a New York il loro rapporto ne risentirà.
Gli uomini Pearson festeggiano l'addio al celibato di Kevin alla baita in montagna, ma prima di partire lui riceve una chiamata da Sophie che si congratula con lui per la sua nuova famiglia. Una volta arrivati tutti guardano insieme uno dei suoi film preferiti, Jerry Maguire, ma un commento di Nicky che fa notare come la proposta di Kevin non sia nata propriamente dall'amore lo fa innervosire. Randall organizza un confronto improvvisato tra i ragazzi per parlare delle loro difficoltà, e il gruppo riesce a riunirsi. Kate ha organizzato l'addio al celibato di Madison, ma anche tra le donne si fa strada la sensazione che Maddie sia un po' titubante riguardo alle imminenti nozze con Kevin. Intanto Beth riceve delle proposte per diventare insegnante di balletto ma ha dei dubbi in quanto ritiene che l'ambiente sia corrotto, anche se dopo un confronto con Rebecca decide di accettare per cambiare le cose dall'interno. Quando Kate chiede a Madison se pensa che sposarsi con Kevin sia ciò che desidera lei risponde sicura di amarlo profondamente, ma a fine serata i due si mostrano piuttosto dubbiosi riguardo al futuro della loro famiglia.

## Le Adirondack
Il giorno delle nozze, Randall e Rebecca parlano della sua madre biologica e di tutto ciò che lui ha scoperto sui suoi genitori da quando scoprì che Rebecca gli aveva mentito su William, e Randall la perdona per tutto quanto. Tess chiede alla madre di aggiustarle il vestito da damigella in quanto non si sente a suo agio e le due si riappacificano, mentre Deja scopre che Malik è riuscito ad entrare a Harvard ma anche che questo vuol dire andare ad abitare vicino a Jennifer, la madre della sua bambina. Toby riceve un lavoro a San Francisco e Kate non vuole lasciare il suo osto da insegnante, ma i due sono sicuri che anche con la distanza andrà tutto per il meglio. Madison è in crisi, in quanto ripensa all'abbandono di sua madre e quanto suo padre l'abbia sempre ritenuta mediocre, e di come questo l'ha portata nella sua vita a accettare ogni singolo gesto d'affetto che abbia mai ricevuto. Kevin intanto è profondamente stressato perché vuole dare a Maddie il matrimonio dei suoi sogni per farsi perdonare del fatto che la loro relazione non è iniziata in modo romantico, e i due decidono di parlare. Madison dice a Kevin di amarlo ma che sa che nel profondo lui ama la loro famiglia, a differenza di lei, e quando lui non riesce a dirle di amarla le nozze vengono annullate. Rebecca chiede allora a Kevin di costruirle la casa che suo padre desiderava vicino alla baita in montagna.
A fine episodio vediamo Kevin a 45 anni che si prepara per un matrimonio. Entra in una stanza dove ci sono anche Madison e Beth, segno che i due hanno ancora un bel rapporto, e da una stanza esce Kate in abito da sposa, la quale sta per sposare Philip, il suo collega della scuola di musica per bambini ciechi.